# Drepanolejeunea dactylophora
Drepanolejeunea dactylophora là một loài Rêu trong họ Lejeuneaceae. Loài này được (Gottsche, Lindenb. & Nees) Schiffner mô tả khoa học đầu tiên.